# Voormalig provincieraadsgebouw

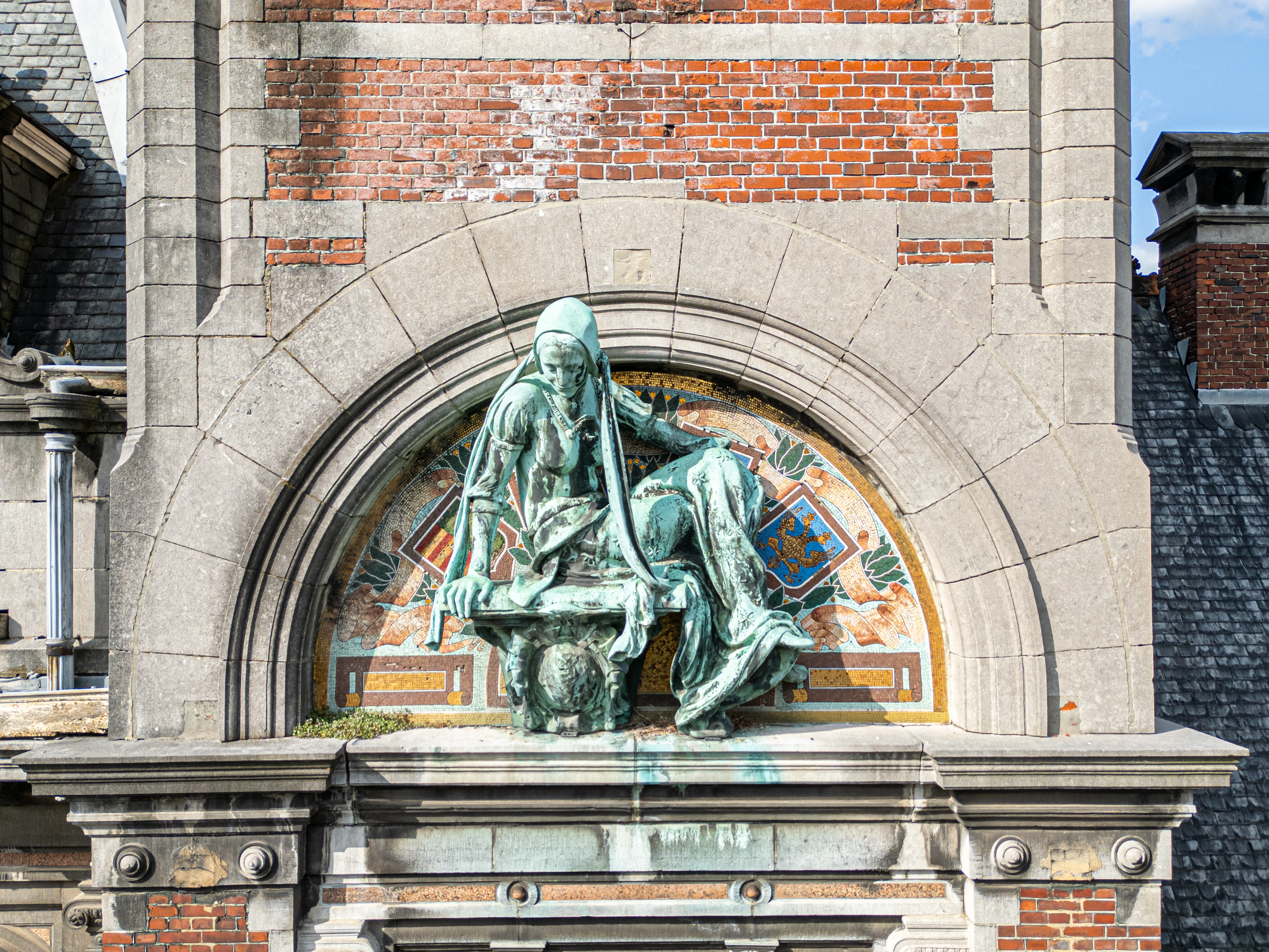
Standbeeld op de voorgevel van het voormalig provincieraadsgebouw.

Het voormalig provincieraadsgebouw is een monumentaal gebouw aan de Lombaardstraat 21-23 te Hasselt, België.

## Geschiedenis
In 1839 werd Hasselt officieel de hoofdstad van de provincie Limburg, maar het Hotel van de Gouverneur bood vooralsnog geen eigen vergaderruimte voor de Limburgse provincieraad. Het Hotel van de Gouverneur was de officiële residentie van de Limburgse provinciegouverneur, gesitueerd op Lombaardstraat 19 en ontstaan in 1836 door de verbouwing van een reeds bestaand pand. In 1906 werd naast de gouverneurswoning een provincieraadsgebouw in eclectische stijl en ontworpen door Paul Saintenoy gebouwd.
De provincieraad zetelde tot 1991 in het provincieraadsgebouw, waarna ze verhuisde naar het nieuwe Provinciehuis aan Universiteitslaan 1 buiten de Grote Ring. Daarna kwam in het voormalig provincieraadsgebouw de Limburgse rechtbank van eerste aanleg die er zetelde tot aan de ingebruikname van het nieuwe gerechtsbouw aan het station in 2012.
Van 2014 tot 2020 was de kunstvereniging CIAP in het gebouw gevestigd. De vereniging gebruikte het gebouw als administratie- en tentoonstellingsruimte. De vereniging was tot oktober 2014 in de voormalige Gelatinefabriek in Hasselt gevestigd en verhuisde begin 2020 naar C-Mine in Genk.
In 1980 werd het gebouw geklasseerd als monument.

## Gebouw
Het hoofdgebouw aan de Lombaardstraat is een samenraapsel van stijlen en functies. Links vindt men de eigenlijke raadszaal. Hierin bevinden zich de gebrandschilderde ramen van Roger Daniëls uit 1956, die het vroegere leven in de provincie uitbeelden. Ook verder vindt men aan de gevel veel ornamenten.
Rechts van de raadszaal bevindt zich een eveneens rijkelijk versierde, toren met een aantal arcades en een beeltenis van de Maagd van Limburg, vervaardigd door Jacques de Lalaing.
Rechts van de toren vindt men nog een gebouw met twee bouwlagen, en weer rechts daarvan een lager gebouw dat eens de conciërgewoning was.
Achter deze hoofdvleugels vindt men nog een aantal zijvleugels die onder meer een klein tuintje omsluiten en in eenzelfde stijl zijn gebouwd.
Het interieur, in neoclassicistische en eclectische stijl, is goed bewaard gebleven.